# Au (携帯電話)
au（エーユー）は、KDDI株式会社および沖縄セルラー電話株式会社のサービスブランド名で、携帯電話を含む移動体通信事業、ならびにKDDIの提供するコンシューマー（個人）向け・ビジネスソリューション（法人）向けITサービス事業を行っている。
また、株式会社エーユーは2000年11月1日から2001年9月30日まで沖縄県を除く旧DDIセルラー地域で同事業を行っていた企業である。沿革を参照。

## 概要
携帯電話契約数が約6,510万契約で、国内の携帯電話市場における市場占有率はNTT docomoに次ぐ2位（2023年11月中旬）。移動通信サービス契約数データ | 財務・業績 | KDDI株式会社
2000年のブランド発足当初から2002年ごろまでは、インターネットサービスのEZwebは導入していたものの、カメラ付き携帯電話やカラー液晶、シェルタイプ（折りたたみ式等）機種の導入の遅れ、iモードや写メールの爆発的ヒットから、NTTドコモやJ-PHONE（現・ソフトバンク）に新規契約数で大きく差をつけられ市場占有率は一時期（2002年3月末）3位となった。
しかし、2002年4月に、3Gの通信方式として導入したCDMA2000 1x方式が、従来方式のcdmaOneと互換性が高かったことが奏功し、ドコモのFOMAの3Gエリア展開の遅れや、ボーダフォン（現・ソフトバンク）が世界戦略機種（VGSシリーズ）投入で失敗するなか、3Gへの移行がスムーズに進んだ結果、2003年以降、auブランドでの契約数を伸ばした。また、ガク割やダブル定額での料金戦略や、他社に先駆けて普及が進んだ3Gでの高速通信を生かした、EZ「着うた」、EZ「着うたフル」などのヒットで、年間ベースでのKDDIの純増数は2004年以降4年連続で1位を記録していたが、2007年1月に発表されたソフトバンクモバイル（現・ソフトバンク）のホワイトプランの人気に押され、2007年5月以降は12か月連続でKDDIは会社別純増数2位となり、年度別でも2007年度は1位の座をソフトバンクモバイル（当時）に渡した。また2008年4月には、2007年冬モデルとして発表したKCP+搭載端末の発売延期や不具合の多発と、2008年3月末のツーカーの停波による減少をauブランドの純増分で補うことはできず、KDDI https://www.kddi.com/として初の純減を記録した。
PHSのウィルコム（現・ソフトバンク 各Y!mobile）を除く月別の純増数でも4位であった同年7月には、MNP始まって以来初の転出超過に陥った。それ以後はPHSのウィルコムおよびモバイルWiMAXのUQコミュニケーションズを除き、月別の純増数においてもごく一部の月を除き、依然としてほぼ最下位の状態が続いていた。更に2010年7月には同キャリア向けスマートフォン（ISシリーズ）の導入の遅れやソフトバンク向けのiPhoneシリーズ、NTTドコモ向けのXperiaシリーズなどに代表される一連の各種スマートフォンの絶大的な人気などが影響し、過去最多となるマイナス4万2700のMNP転出超過数を記録したものの、2011年10月には販売のメインストリーム（主力）をスマートフォンに切り替えた事、ならびに同キャリアとしては初の試みとなるiPhone（4S以降より）の投入などが功を奏し、プラス196,900件と2010年3月以来となる大幅純増に再び転じ、更にMNPでもプラス68,700件の転入超過数を記録し2009年8月以来となるMNPの首位に返り咲いており、2年以上に渡りMNPポートイン（転入）の首位の座を維持している。
なおTCAは、2005年10月から2008年4月まではツーカーの契約者数もKDDI（沖縄セルラー電話を含む）の数値として合算して発表していたため、2007年5月から8月の4か月間はauブランドとしての純増数は首位であったが、9月にはブランド別でも2位に転落した。しかし、10月度は首位へと返り咲いたものの、11月度 - 2008年1月度に大きく転落しソフトバンクモバイル（当時）との差が大きく広がる一方で、一時はドコモとの接戦状態になったが2008年2月度 - 3月度では再び純増数がある程度持ち直してきていた。ただし、後述のとおりプリペイド端末（CDMAぷりペイド）を無料で大量に契約させていたことに関して、一部報道機関が指摘し、総務省が対応を検討していた。口座振替のお知らせ・ご利用料金のご案内など紙の請求書は有料化された。

### 名称の由来
auブランドを開発した株式会社ジザイズ (ZYXYZ) によると、携帯電話を介し、様々な人やモノとの出会いが生まれ、その出会いを通じて全ての価値が集い合う世界の実現を「『会う』に始まり、『合う』に行き着く」という意味合いから「au」の2文字でシンプルに表現したと説明。一方でauによると、Access, Always, AmenityなどのAと、Unique, Universal, UserなどのUで構成されていると説明している。また、「access to u (you)」という意味も込められている。
ブランドスローガンは「おもしろい方の未来へ。」（2019年5月15日 - ）。

## 沿革
前身は日本移動通信（IDO、イドー）とDDIセルラー系地域会社。この両グループで自動車電話、携帯電話事業を展開してきた。IDOが関東・甲信/東海地方を担当し、それ以外の地方（北海道・東北・北陸・近畿・中国・四国・九州・沖縄）をDDIセルラーグループが担当していた。両社は主な出資企業が異なるが、ローミングなどの関係から、一般には単一グループとして認知されていた。（後述事業展開の部も参照）
日本の移動体通信分野において強大なシェアを誇るNTTドコモグループに対抗するため、2000年（平成12年）7月1日に両グループのブランドを「au」（エーユー）に一本化した後、同年10月にDDI（存続会社）、KDD、IDOの3社が合併して「KDDI」が発足した。
この時点で残ったDDIセルラー系地域会社については、関西セルラー電話を存続会社として、沖縄以外は同年11月「株式会社エーユー (au)」（本社・大阪府大阪市）として統合、一本化（合併）された。沖縄県を管轄する沖縄セルラー電話は、地元出資企業への配慮および単独でジャスダックに上場している事から、現在も別会社のまま存在する。
「株式会社エーユー」は、翌2001年（平成13年）10月1日、KDDI本体に吸収合併され、現在は主に同社の移動体通信事業のブランド名となっている。そのためブランドネームも「au by KDDI」（2000年10月1日から2012年1月15日まで）となっており、これに伴いコーポレートイメージカラーも赤（auレッド）から橙（auオレンジ）に変更され、現在に至っている。
アナログ式からデジタル式への移行当初は、他社と同様にPDC方式でサービスを行っていたが、DDIセルラーグループの関西・九州・沖縄セルラーが1998年7月14日から開始したCDMA方式のcdmaOneにIDOや北海道・東北セルラーが1999年（平成11年）4月14日参加し、全国ネット化。
引き換えにPDC方式の縮小を進め、2003年（平成15年）3月31日にPDC方式のサービスを終了し、現在はcdmaOne上位互換の第三世代携帯電話 (3G) 「CDMA2000 1x（のちにCDMA 1Xに改名）」への切り替えを進めている。
EZwebでインターネットにアクセスできるほか、CDMA 1X WIN（のちのau 3G）のほとんどの音声端末（ただしW11HおよびW11K、W21H、W21K、簡単ケータイ W32K、Walkman Phone, Xmini(W65S)、E30HT、簡単ケータイS PT001は除く）とA1400シリーズならびにA1000シリーズ、A101Kを除くCDMA 1X（のちのau 3G）のほとんどの音声端末がgpsOne技術を利用したGPSに対応する。それを生かして、GPS対応機ではカーナビと同等の機能を持つ「EZ助手席ナビ」や、ハンディナビとして使える「EZナビウォーク」（サービス開始当初は「EZ@NAVI」）を提供している。他にGPSを使った天気予報などのサービスがある。
また、2003年11月28日からは、日本初となる第三・五世代携帯電話 (3.5G) 「CDMA 1X WIN」の愛称でCDMA2000 1x EV-DO Rev.0のサービスを開始し、「EZ着うたフル」（2009年10月以降より単に「着うたフル」に改称）や、端末のみを利用したパケット通信定額制「EZフラット」を初めとした画期的なサービス、端末のデザインなどが評価され、2003年度から2006年度にかけて純増シェアトップを獲得した。
2004年（平成16年）8月1日にEZフラットを終了し、利用量によって料金が変わり、上限額はEZフラットと同額のダブル定額を開始した。EZフラットを利用してきたユーザーはダブル定額へ自動的に移行された。
以下、時系列順に記す：
- 2005年（平成17年）
  - 5月1日: 「ダブル定額ライト」を開始。定額の費用を最小1050円まで下げられる事、および全ての料金プランと自由に組合せられる事から「3000円台から定額を始められる」事を宣伝、同時に携帯電話本体のみで完結する全ての機能について価格の上限を設け事実上の定額料金化し、さらに携帯電話を外部の端末に接続しモデムとして利用する際のパケット通信料金の料金体系を一新、WINの戦略を強化している。
  - 10月1日: ツーカーグループ3社のKDDI本体への吸収合併にあわせ、ツーカーからauへの同一番号移行が可能になっている。
- 2006年（平成18年）
  - 2月20日: 単独の契約でも家族割引と年間割引を併用した場合と同等の割引ができる「MY割」を開始。
  - 8月より、ボーダフォン（当時）の「自動くりこし」、NTTドコモの「2か月くりこし」に対抗し、無料通話くりこしサービス「無期限くりこし」を開始した。ただし、無期限繰り越しと家族での無料通話を分け合うサービスを選ぶ形となり併用は出来ない。
  - 9月より、コンテンツの一斉同時配信（マルチキャスト）を可能にする「BCMCS」を新たに導入する。BCMCSは、同一の無線チャンネルで多くのユーザーにコンテンツを一斉配信できるようにするシステム。コンテンツ配信時における周波数の利用効率とリアルタイム性が向上し、これまで以上の大容量コンテンツの配信が可能になるとしている。KDDIではこれを利用して、H.264をベースに高画質化された「EZチャンネルプラス」や、NTTドコモの「iチャネル」同等の「EZニュースフラッシュ」のサービスを開始する。これらは2006年秋冬モデルから順次対応。
  - 10月24日: 番号ポータビリティ (MNP) が開始された。最初の6日間でauに転入した契約の数は10万1200件と10万件を突破した。一方、auから転出した契約の数は2万600件で、MNP利用者はトータルでは8万600件の純増となった。
  - 9月5日: auの絵文字を他社に送信したときに、自動的に他社の絵文字に変換するサービスを開始（NTTドコモは7月12日より開始）。
  - 10月末、着うたフル稼働台数が1000万台を突破。
  - 11月、J.D.パワー アジア・パシフィックの調査において顧客満足度首位を獲得、この年の純増首位も獲得し、番号ポータビリティが始まる2006年10月24日前後に、顧客満足度首位をPRしたCMを放映。
  - 11月2日: ソフトバンクモバイル（当時）のいわゆる「0円広告」について「景品表示法違反の疑いがある」として公正取引委員会に申告書を提出したが、同年12月12日、「景品表示法第4条第1項第2号の規定に違反するおそれがある表示を行っていた」として、公正取引委員会から注意を受けた。（→広告に関する問題）
  - 12月より、NTTドコモやソフトバンクモバイル（当時）が導入しているHSDPAに対抗し、下り3.1Mbps/上り1.8Mbpsと、特に上り方向の速度がさらに高速化されたCDMA2000 1xEV-DO Rev.Aを開始。送信速度がHSDPAの約5倍高速なのが売り。さらにパケット通信の遅延を制御するQoSも盛り込まれ、IPベースの双方向リアルタイム通信によるサービスも提供可能になる。新サービスとして、一部の2006年冬モデルでVoIPを利用した高品質なテレビ電話サービスを開始。ほかにもVoIP音声通話やブログ、メールなどのサービスを拡張する予定。エリア展開は、CDMA2000との完全上位互換のため、EV-DO Rev.Aエリアでない地域でも、在来のEV-DO Rel.0や1xのエリアを利用できる。当初は東名阪の一部、2006年度末までに全国の政令指定都市をカバーするとし、2009年度中の全国展開を目指す。周波数は主に2GHz帯と一部に割り当てられるN800MHz帯（新800MHz帯）を利用する予定で、既存の800MHz帯にはEV-DO Rev.Aは導入されない。
  - 12月14日: WIN端末W44Sにおいて利用料金の誤課金が発生したと発表した。[10]
  - 12月17日: システム障害が発生しナンバーポータビリティでの手続きが行えなくなったと発表した[11]。
- 2007年（平成19年）
  - 8月27日 : CDMA 1X料金プランのCDMA 1X WIN料金プランへの統合を発表。同年11月12日以降のプラン変更時に適用されるが、通話料が高くなるだけでパケット定額制のメリットを受けられないために通話料の値上げだという不満の声が上がっている。しかし、実際に料金を計算してみると、利用状況によって値下げになる場合と値上げになる場合がある。旧CDMA 1Xの料金プランの方が一般に課金単位が短いため、旧CDMA 1Xの料金プランの方が安くなりやすい。またオフタイムに料金が安くなる料金プランが事実上消滅。
  - 9月1日: 新規加入時から基本使用料を半額にする「誰でも割」を開始。この時点でMY割を契約している利用者は自動的に誰でも割に移行するため、MY割は事実上廃止となる。
  - 9月: 「au one-ID」（現在のau ID）サービスを開始[12]。
  - 10月9日: 無料サービスのEZホットインフォにおいて5000万円の誤課金が発生したと発表した[13]。
  - 11月12日: 新規契約および機種変更時における携帯電話の購入方法について、利用者の利用スタイルにあわせて選択できる「au買い方セレクト」を開始。この日以降に購入する利用者は端末代が安くなる「フルサポートコース」か通話料が安くなる「シンプルコース」のどちらかを選択することになる。持ち込み（不要になった端末を譲り受けた等）で新規契約や機種変更をする場合は従来のプランとなり、通話料の安いシンプルコースに入ることはできない。
  - 11月16日: 広告について、NTTドコモとともに公正取引委員会からの警告を受ける。（→広告に関する問題）
- 2008年（平成20年）
  - 1月16日: 新共通プラットフォーム「KCP+」を搭載した実機が初めて展示された。
  - 2月26日: 2007年12月以降[注 7] のプリペイド契約者数の異常な急増が報道される。（→プリペイド契約急増問題）
  - 3月1日: 「家族割」と「誰でも割」（あるいは「スマイルハート割引」）を併用して契約する（既に契約済みを含む）ユーザーを対象に家族間の国内通話を無料化。
  - 3月19日: JR東日本が提供する「モバイルSuica」用アプリをW62S以降のEZ FeliCa対応機種よりプリセットすると発表。
  - 3月28日: 既存の京セラ製端末「W42K」の電池パックの不具合について発表した。（→電池パックの不具合についての公表遅れ）
  - 5月9日: 4月の携帯電話契約数がauブランド発足直後の2000年7月以来およそ8年ぶりの大幅純減（-11万8400件）となった。これはツーカー終了による自動解約（23万4,100件の純減）と大量のプリペイド端末無料配布分の有効期限切れによるもので、au単体では11万5,400件の純増である[14]。
  - 6月3日: 月額利用料が割安な「シンプルコース」を同年6月10日に改定し、新たな料金プラン「新シンプルプラン」7種類を提供する。なお同年6月10日以降は、シンプルコースを選択した場合、W61S（沖縄セルラーは対象外）と2008年夏モデル以降の最新機種のいずれかを購入する際、端末代金を分割払い（割賦販売）で購入する事が可能になる。
  - 7月30日: au携帯電話において連続的かつ大量の通信を行う一部のユーザーに対し、2008年10月1日よりEZwebの通信速度を制御すると発表。（→EZweb#EZwebの接続障害問題と通信改善）
  - 8月28日: 7月以降に4件の事故（うち2件がEZwebやau携帯電話でのメールに関するもの）が続いて発覚したKDDIに対して再発防止を求める行政指導を行った[15]。
  - 11月7日: 4Gの方式にNTTドコモ、ソフトバンクモバイル（当時）、イー・モバイル（当時）と同じ方式のLTEを採用すると正式に表明。事実上、これまで同キャリアが本来採用する予定だった方式のUMBに見切りを付けた形となった[16]。
  - 11月18日: NTTドコモに続き、当キャリアも2009年春モデル以降より端末の販売期間を柔軟に設定する事が可能な新シリーズを導入すると発表[17]。これと同時に2009年春モデル以降よりNTTドコモの2008年冬モデル以降のシリーズ同様に端末命名ルールを変更。
  - 12月8日: 携帯電話向け音楽配信サービスとしては業界初のAAC-LC・最大320kbpsの高ビットレートによる新サービスの「着うたフルプラス」を同年の12月25日に開始すると発表。なお、サービス開始当初の時点での対応端末はW65TおよびWalkman Phone, Xmini (W65S) の2機種のみとなっていたが、同キャリア向けのスマートフォンを含む法人専用音声端末ならびにジュニアケータイシリーズ、簡単ケータイシリーズを除く2009年春モデル以降のKCP + 対応端末から標準でこのサービスに対応する[注 8]。
- 2009年（平成21年）
  - 1月末: 「EZweb」の総契約数が2592万6600件を突破。
  - 2月9日: グローバルパスポートGSMがアルジェリア、ナミビア、アルバニア、オランダ領アンティルにてEZweb、Eメール、PCサイトビューアーが利用可能となった。
  - 4月7日: 同キャリア内における携帯電話の新ブランド「iida（イーダ）」を発表[注 9]。これに伴い既存の「au design project」、ならびに「NEW STANDARD」はそれぞれ「iida」に吸収される。
  - 8月1日: 月々390円（消費税込）から始められるパケット割引サービス「ダブル定額スーパーライト」を新設。
  - 8月9日: 新規契約者の減少を理由にCDMAぷりペイドサービスおよび通信モジュールサービスを除くCDMA 1Xサービス[注 10] の新規受付を終了[18]。
  - 8月10日: 月々390円（消費税込）から始められる「指定通話定額」を新設。また、これと同時に振り込め詐欺防止策の一環として、個人契約回線を最大5回線までに制限[19]。
  - 10月20日: 決済サービス「まとめてau支払い」の限度額が、これまでの3万円から5万円に改定[20][21]。
  - 10月31日: セットトップボックス「au BOX」の新規受付。ただし、ひかりoneのTVサービスを利用する場合に限り、「au BOX」を継続提供する[22][23]。
  - 11月9日：EZ WINコースと新料金プラン「プランE」」又は「プランEシンプル」の加入により、送受信相手や画像・動画の有無に関わらずEメールが無料となるサービス「ガンガンメール」の受付を開始。
- 2010年（平成22年）
  - 3月30日 - 同キャリア初の個人向けスマートフォンの「ISシリーズ」2機種（IS01(SHI01)、IS02(TSI01)）を同時発表。
  - 5月14日 - 同年の冬モデル以降よりマルチキャリア化による下り最大9.2Mbps/上り最大5.5Mbpsの3.5G高速データ通信サービス「WIN HIGH SPEED」（CDMA2000 1xEV-DO MC-Rev.A）を提供すると発表[24]。
  - 5月17日 - 顧客満足度向上に向けた施策として、サービスエリア対策を強化すると表明。
  - 7月1日 - auフェムトセルの提供を開始。ただし、auひかりに加入している事が条件となる。
  - 8月6日 - 7月の携帯電話における番号ポータビリティにおいて、4万2700件と開始以来初となる大幅転出を記録。
  - 11月5日 - X-RAY（TSX06）およびS005（SO005）の発売開始に伴い、マルチキャリア化による下り最大9.2Mbps/上り最大5.5Mbpsの3.5G高速データ通信サービス「WIN HIGH SPEED」を開始。
  - 12月1日 - 初のKDDI直営フラグシップショップ「au NAGOYA」が愛知県名古屋市中区錦三丁目にオープン。
- 2011年（平成23年）
  - 5月17日 - 夏モデル発表会実施。スマートフォン6機種、フィーチャーフォン6機種の合計12機種の端末が発表された。
  - 6月30日 - au Wi-Fi Spotサービス開始。これによりWi2（ワイツー）およびUQモバイルコミュニケーションズ（UQ Wi-Fi）のアクセスポイントにアクセスが可能に。
  - 7月27日 - 日本マイクロソフト、および富士通東芝モバイルコミュニケーションズと合同で国内キャリア初にして世界初となる「Windows Phone 7.5」（コードネーム：Mango、のちにWindows Phone 7.8へバージョンアップ）搭載のスマートフォン「Windows Phone IS12T」（TSI12）を公式発表。同年8月25日より順次発売開始。
  - 9月30日 - 「au買い方セレクト」の1つとして2007年11月から提供されていた「フルサポートコース」の新規受付を終了。
  - 10月5日 - 同年10月14日より発売されるiPhone 4Sを、KDDIでも扱うことが米Appleにより公表された。これにより同キャリアは事実上、AndroidおよびWindows Phone、iPhoneの各スマートフォンを扱う唯一の国内キャリアとなった（当時）。
- 2012年（平成24年）
  - 1月16日 - 春モデルのスマートフォン5機種および新サービスの発表。これに伴いauロゴのCIデザインを刷新。ロゴデザインの書体が一筆書きによる筆記体風のデザインとなる[25]。
  - 3月1日 - スマートフォン向けにアプリの定額サービスを行うauスマートパス[26]、および固定インターネット・IP電話とのセット契約で通信料を割り引くauスマートバリューのサービスを開始[27]。
  - 4月10日 - 基地局間でトラフィックのオフロードを可能にするCDMA2000 1x EV-DO Advancedを基地局のソフトウェア更新により順次導入開始[28][29]。
  - 4月18日 - 国際SMSサービス提供開始[30]。また2012年夏モデル以降のスマートフォンおよびフィーチャーフォンよりEメール（〜@ezweb.ne.jp）とSMS（Cメール）の絵文字デザインをリニューアル（ドコモ絵文字との互換性に完全対応した新au絵文字）すると公式発表[31][32]。
  - 7月22日 - 周波数帯再編に伴い、cdmaOne・CDMA 1X・CDMA 1X WINのau ICカード非対応機種のサービス終了。CDMA 1X WINのau ICカード対応機種で新800MHz帯非対応機種は2GHz帯のサービスに限り継続。
  - 9月13日 - 同年9月21日より発売されるiPhone 5を、iPhone 4Sに続きKDDIでも扱うことが米Appleにより公表された。ちなみに同キャリア向けとしては初のLTE対応端末となる。
  - 9月21日 - 先述のiPhone 5の発売開始に併せ、LTEによる超高速データ通信サービスの「au 4G LTE」を順次開始[33]。当面の間は新800MHz帯および1.5GHz帯は2012年冬モデル以降のLTE対応Androidスマートフォン用（iidaブランド、および法人向けを含む）に、2.1GHz帯（LTEバンド1）は一部のLTE対応データ通信カード、およびLTE対応モバイルルータ、iPhone 5以降のiPhone用にそれぞれ使用される[34]。
  - 10月22日 - 「au ID」の登録者数が1,000万を突破[12]。
  - 10月31日 - J.D.パワー アジア・パシフィックの調査において2年振りにNTTドコモから奪還する形で顧客満足度の首位を獲得した。
- 2013年（平成25年）
  - 2月25日 - 同社とMozilla Corporationが、2014年末までに「Firefox OS」搭載端末の日本国内市場への導入、およびFirefox OSの機能向上のための提携について、合意したことを表明した[35][36][37]。
  - 12月25日 - 2014年4月1日より実施される消費税の引き上げ（5%→8%）をにらみ、ほかの携帯キャリアに先駆ける形で各種サービスの料金表示を同年同日より外税（消費税別）表示にすると公式発表[38]。なお、料金表示が外税表示となるのは2004年3月31日以来、9年9か月ぶりとなる。
- 2014年（平成26年）
  - 3月6日 - au携帯電話の契約数が、同年2月24日付に4,000万契約を突破したことを公式発表した[39][40][41]。
  - 4月21日 - 5月以降を目途にLTEの次世代高速通信規格であるLTE-Advancedの技術として、キャリアアグリゲーションを順次導入することを発表。事実上、日本の大手キャリアとしては初のLTE-Advancedとなる[42]。
- 2016年（平成28年）
  - 4月28日 - スマートフォンの普及により対応する3G専用au携帯電話の利用者が減少していることを理由に、EZアプリ（B）を提供するクアルコムとのライセンス契約が18年3月末を以って契約終了すると同時にEZアプリ（B）の配信サービス、および3G専用au携帯電話の一部サービスを終了[43][44]。なお、EZアプリ（B）配信終了以後はアプリケーションのダウンロード、およびバージョンアップができなくなった[45]。
  - 8月17日 - iTunes Store、およびApp Store、Apple Music、iBooksがau向けのiPhone・iPadの月額料金と合算して支払える「auかんたん決済」を利用した決済に正式対応（ちなみに日本の大手通信キャリアとしては史上初。ただし法人契約者は対象外となる）[46]。
- 2017年（平成29年）
  - 8月 - 2018年4月以降にメールドメインをezweb.ne.jpからau.comに変更すると発表。ezweb.ne.jpドメイン利用者は引き続き利用可能[47][48]。
  - 10月1日 - auショップの制服リニューアル。男性用も導入[49]。これは2011年に元男性従業員から「女性だけに制服貸与は労働基準法・男女雇用機会均等法違反、男女間で福利厚生に差があり、男女同一賃金・同一労働同一待遇ではなく男性だけ自前でスーツを自己負担させて不公平、男性蔑視・男性差別の典型例」などと訴訟を起こされて、「求人誌に制服貸与と記載があった」事で敗訴したため。なお、同法では制服については言及されいないが、同法の趣旨に照らすと男女共に同一の扱いが望ましいとの見解が出ている。但し、一般職は制服で管理職はドレスコードは問題がない[50]。
- 2020年（令和2年）
  - 5月14日に髙橋誠は決算会見を行い、KDDIとUQコミュニケーションズは、UQのMVNOサービスである「UQモバイル」の事業を、10月1日付けでKDDIへ統合することを発表した。サービス自体はauとは別に、UQ mobileのブランドが引き続き提供される。
- 2021年（令和3年）
  - 10月 - 制服をリニューアル。UQと共通化[51]。
- 2022年（令和4年）
  - 3月31日 - 3Gサービス「CDMA 1X WIN（au 3G）」を終了[52]。
  - 12月1日 - 衛星インターネット接続サービス「スターリンク」を利用した最初の基地局を静岡県熱海市の初島に設置[53]。
- 2023年（令和5年）
  - 3月29日 - 通信障害発生時にソフトバンクのネットワークが利用できる副回線サービス（デュアルSIM）サービスを開始[54][55]。
- 2025年（令和7年）
  - 4月10日 - auのスマートフォンとスペースXの衛星との間で直接通信する「au Starlink Direct」を開始[56]。

## 事業展開概説
1985年の通信事業の自由化により、自動車電話事業への初めての新規参入に対し、京セラグループとトヨタ自動車グループが名乗りを上げ、調整の結果、トヨタが関東・中部地区（関東・中部の1都12県）を、それ以外の地区を京セラグループが参入することに決定した。それぞれ、1987年にトヨタグループの「日本移動通信」、京セラ・DDI系の関西セルラー電話が設立され、日本移動通信は、NTT大容量方式（ハイキャップ）による自動車電話サービス事業を1988年12月に開始。一方、京セラグループでは、1988年頃から地区別に、後述のような企業「○○セルラー電話」が設立され、モトローラ開発のアナログ式自動車電話TACS方式によるサービス事業を開始した。

### 事業開始時期
関東・中部地区（北陸3県,新潟県を除く）
- 1988年12月: 日本移動通信 (IDO)

その他の地域
- 1989年7月: 関西セルラー電話
- 1989年12月: 中国・九州セルラー電話
- 1990年4月: 東北セルラー電話（東北6県+新潟県）
- 1990年8月: 北海道セルラー電話
- 1990年9月: 北陸セルラー電話（北陸3県）
- 1990年12月: 四国セルラー電話
- 1992年10月: 沖縄セルラー

### アナログ通信方式の統一とデジタルPDC方式の共同展開
この結果、関東・中部地区と、関西などとの地区でシステムの互換性がなく、相互利用ができない事態となり、モトローラの本国アメリカの圧力もあり、政治問題に発展した。このアメリカの政治的圧力に押される形で、1991年10月に、IDOも東京23区からTACS方式の導入を始め (Tokyo Phone)、1992年12月にようやく両グループのTACS方式のローミングが開始され、相互利用が可能になった。なお、IDOのハイキャップは1997年12月31日に新規受付を中止し、1999年3月31日にサービスが廃止され、TACS方式はDDIセルラー・IDOともに1999年8月に新規受付を中止し、KDDI発足の前日である2000年9月30日にサービスが廃止された。
1994年からはTACS方式と並行して第2世代方式であるデジタル (PDC) 方式を導入。PDC方式は2003年にサービスが廃止された。後述のcdmaOne方式は1998年に開始しているため、一定期間は3方式が併存していた形となる。
ただし、2005年10月1日にツーカーグループを吸収合併したことに伴い、事実上、一時的であるがKDDIのPDC方式サービスが復活したものの、2008年3月31日をもってツーカーそのもののサービスが終了した。ツーカーのサービス終了時期が決まったことによりauへの乗換促進がこれまでよりも強化された。

### PDC方式導入時期
- 1994年4月: 関西セルラー
- 1994年6月: IDO（関東圏…関東1都6県および山梨県）
- 1995年9月: 北陸セルラー
- 1995年11月: IDO（中部圏…東海3県および静岡県、長野県）
- 1995年12月: 中国・九州セルラー
- 1996年4月: 北海道セルラー
- 1996年8月: 東北セルラー（東北6県および新潟県）
- 1996年10月: 四国セルラー
- 1996年11月: 沖縄セルラー

### PDC方式ドコモローミング体制から全国共通CDMA方式体制へ
サービス開始当時は、全国展開ではなく、全国展開後も人口カバー率が低い上、ハイキャップでのドコモローミングの名残から希望するユーザーに対しては、「ドコモローミング」というサービスを準備し、自社電波を受信できない地域（IDO利用者はセルラーエリア、セルラー利用者はIDOエリア）で、NTTドコモのムーバ(800MHz)にローミングで利用できるようにしていた。しかし、IDO-セルラーエリアが全国展開になり、人口カバー率が9割以上を達成してからは、希望者も少なく日割り計算でローミング基本料が発生する上、通話料が割高なため他事業者持ち込み契約でドコモ端末をIDO・セルラーのPDCで使う場合以外は有名無実なサービスとなっていた。また、PDC方式の展開が遅く、またセルラーではハイパートーク対応端末は着発信不能のため、端末もハーフレートかフルレートしか全国利用ができないためにシェアは上がらず、ついに日本で初めて2.5世代携帯電話である、CDMA方式 (cdmaOne) を採用することになった。CDMA採用後もPDCが継続されていたために、継続してPDCを使い続けているユーザーはPDC中止までドコモローミングを利用できたが、ドコモローミングの新規加入が受付中止されていたので、一度CDMAに切り替えたユーザーは再度PDCに変更してもドコモローミングは利用できず、IDO・セルラーローミングのみとなった。
- 当初はGSM方式を導入する予定だったが、ドコモローミングの関係で止む無くPDCを採用したという説がある。

### cdmaOne方式導入時期
- 1998年7月14日: 関西・九州・沖縄セルラー
- 1999年3月18日: 北陸・中国・四国セルラー
- 1999年4月14日: 北海道・東北セルラー、IDO

この施策は一定の成果があり、2000年代を中心に展開した第三世代方式CDMA2000方式の土台にもなっている。

### ツーカーのサービス終了
ツーカーのサービスは2008年（平成20年）3月31日をもって終了した。KDDIでは、同日のサービス終了を迎えるにあたり、ツーカーユーザー向けにauへの移行加入を促してきた。しかしながら、ツーカーユーザーにはプリペイド契約者が多く存在したため、予想をはるかに超えた契約者（約237,800件）を残したままのサービス終了となった。ツーカーのプリペイドでは、auのプリペイドとは違い、Eメールおよびスカイメールの送受信が可能だったのもこの原因の一つとされている。
暫定特別措置としてau取扱店ならびにツーカーお客様センターにて、2008年9月30日までauへ同一電話番号で移行加入受付を行っていた。
ツーカー自体首都圏、東海、関西のみのサービスで、エリア外はソフトバンクにローミングするが、EzWEBはau網をソフトバンク網経由でアクセスしたが、ソフトバンクがPDCを停波してしまうとツーカーは互換性がないためにエリア外で使えずに、W-cdmaをサービスさせるにも費用が掛かる上、cdma2000に経営資源を集中させるためにauに移行する必要があった。

### その他
- KDDIスーパーワールドカードが利用可能。
- 固定電話および他社携帯電話からauの携帯電話に通話する際、もしくはauの携帯から他社携帯電話に通話をする際、信号音が鳴り続き繋がるまで若干時間がかかることがある。
- 過去には、日本国外で使用可能な端末（グローバルパスポート対応機種）がほとんど無かったため海外渡航が多い人には不向きであったが、現行発売中のスマートフォン・フィーチャーフォンは、一部の簡単ケータイ・子供向けケータイ等を除き、海外ローミングが可能。
- 2005年12月1日以降より、留守番電話案内など音声案内全般の音声は、声優の大原さやかが担当している（全機種）。
- 紙請求書の発行を希望する場合は1請求あたり200円（税別）[注 12]を支払う必要がある（法人契約等は無料）。
- 2022年現在、携帯電話用車載型基地局の車両として日野・レンジャー（12t以下車がベース）が、その先導用車両としてトヨタ・ハイエースがそれぞれ全国に配備されている[58]。
- 北陸本線→ハピラインふくい線の北陸トンネル内ではauの携帯電話のみ使用可能である。これは、JR西日本時代にトンネル内での保守作業用に中継局を整備したためである。なお、北陸新幹線の新北陸トンネルではau以外の携帯電話も使用可能である。

## 携帯電話端末のシリーズと型番一覧
現在のシリーズと型番
※2023年1月現在
- au 4G LTE（CA含む）
  - xL20シリーズ（スマートフォン）/xX20シリーズ（INFOBARシリーズ等のiidaプロダクトスマートフォン）/xY20シリーズ（URBANOシリーズ、およびTORQUE G01等のその他のスマートフォン）
  - xT20/30シリーズ（タブレット）- xT20シリーズは日本国内における3G通信に対応、xT30シリーズは非対応
  - xF30シリーズ（LTE対応フィーチャーフォン）
  - xD10/30シリーズ（Wi-Fiルーター）
- au VoLTE
  - xV30/40シリーズ（スマートフォン）
  - xF30シリーズ（VoLTE対応フィーチャーフォン）
- au 5G
  - xG00シリーズ（スマートフォン）
  - xR00シリーズ（Wi-Fiルーター）
  - xT00シリーズ（タブレット）

過去のシリーズと型番
- cdmaOne
  - Cシリーズ（フィーチャーフォン）
- CDMA 1X WIN → au 3G
  - x000（一部xY00の型番を含む）/NS（型番・xX00）/iidaプロダクト（型番・xX00）（フィーチャーフォン）
  - IS（型番・xI00、xI10）/iidaプロダクト（型番・xX10）/URBANO PROGRESSO等のその他機種（型番・xY00）（スマートフォン）
  - xD00シリーズ（Wi-Fiルーター）
- CDMA 1X → au 3G
  - あんしんGPS（KYS11） - 通信モジュールを除くL800MHz（旧800MHz）帯サービス停波後に投入されたCDMA 1X専用端末としては唯一の端末

## 携帯電話端末・通信モジュール搭載端末供給メーカー
2022年現在は以下の11社から納入する。
- 日本メーカー
  - ソニー（ソニーグループ）
  - 京セラ（プライベートブランドとしてのauブランドの製品含む）
  - シャープ
  - FCNT（旧・富士通コネクテッドテクノロジーズ）
- 海外メーカー
  - Apple
  - Google
  - Xiaomi
  - SAMSUNG

## 諸問題

### 2006年・2007年 広告内容に関する問題
2006年から2007年にかけて1年の間に2度、広告内容に問題ありと公正取引委員会に判断され注意・警告を受けている。
1. 2006年11月2日、ソフトバンクモバイルのいわゆる「0円広告」について「景品表示法違反の疑いがある」として公正取引委員会に申告書を提出したが、同年12月12日、「景品表示法第4条第1項第2号の規定に違反するおそれがある表示を行っていた」として、公正取引委員会から注意を受けた[59][60]（ドコモも同じく注意[61]、ソフトバンクモバイル（当時）は警告を受けた[62]）。また、公正取引委員会は、「顧客満足度No.1」を謳うKDDIを含む、これら3社が加盟する社団法人電気通信事業者協会に対し、複雑な料金体系に対する国民からの苦情の多さを指摘した。
2. 2007年11月16日、再び広告について、NTTドコモとともに公正取引委員会からの警告を受けることとなった。内容としては「誰でも割」の広告に関するものであるが、前年11月に公取委から受けた注意理由と同種のもの（広告の表記に関する問題）であり、1年間で2回も処分を受けるのは異例であることから警告となった。

### プリペイド契約急増問題
2007年12月以降、プリペイド契約（CDMAぷりペイド）による契約者数の水増しとも取られかねない販売が行われている事が発覚し、「2008年3月末までに総契約数3000万以上の獲得および市場占有率30%以上の獲得」を目標に台数制限を行わずにプリペイド用携帯電話本体+充電器+通話料500円相当+契約手数料の全セットを無料で配布していたことから市場競争の健全性を阻害する危険性があるとして総務省が対応を検討していた。KDDIでは「ツーカープリペイドサービス(「プリティ」→「プリケー」)利用者へのお試し用」と説明しており、最大で純増数のおよそ50%を占めるほどの伸びを示していた。また、産経新聞によると、東京圏のみならず、地方を含む一部のキャリアショップ以外の一般店舗でも販売されていて、純増数が何の指針にもならなくなる危険性が指摘されている。その後、同年3月12日に行われたKDDIの定例社長会見で小野寺正社長兼会長は上記の通りこの事実を認めていた。

### 電池パックの不具合についての公表遅れ
2008年3月28日、既存の京セラ製端末「W42K」の電池パックの不具合が原因となって電池パックが破裂・損傷する事故がこれまでに13件発生し、一部で電池パックの破裂や損傷する事故によって火傷などの怪我を負ったユーザーも存在すると発表した。KDDIは急遽、対象機種の約21万4000台分の電池パックを緊急回収すると発表。更に原因究明から発表までの2週間に2件の事故が新たに発覚しており、KDDI側とその大株主でもあるメーカーの京セラ側の対応の遅れぶりがそれぞれ目立っている。
また同年4月12日には、また新たに2件の発煙および発熱する事故が発覚している。2011年9月30日には、W52CA、W53CA、Mobile Hi-Vision CAM Wooo（いずれもカシオ日立モバイルコミュニケーションズ（現・NECカシオ モバイルコミュニケーションズ）製）のバッテリーパックに、外部からバッテリー内セパレータに損傷を受ける力が加わった場合、使用中のバッテリーパック内部でショートが発生することで発熱・膨張して、発煙したり、溶解したりする恐れがあるとして、バッテリーパック約201万個の交換の実施を発表している。

### 販売代理店の本人確認違反問題
2009年2月6日、総務省は携帯電話不正利用防止法に違反した携帯電話販売代理店2社に是正を命じるとともに、これら2社に対する監督義務を負うKDDI、NTTドコモに対して監督を徹底するよう指導した。
- アスカプランニングは2008年6 - 7月の計15件について、同法に違反したとされる。同社に対して是正を命じるとともに、同社の監督義務を負うNTTドコモおよびKDDIに指導した[69]。
- フォワードは2008年4 - 5月の計15件について、同法に違反したとされる。同社に対して是正を命じるとともに、同社の監督義務を負うKDDIに指導した[70]。

### 2013年 au 4G LTEの人口カバー率の案内の虚偽表示
2013年3月15日、auの総合カタログ、法人向け総合カタログ、サイト上でのau 4G LTEの人口カバー率に誤記があると発表した。誤記内容は、「Android端末・データ通信端末専用の周波数帯において、下り最大75Mbpsでの実人口カバー率を2013年までに96%を達成する」という内容を「（iOS端末である）iPhone5を含む」と記載したというものである。
KDDIは同年5月21日に消費者庁から、これらの広告の内容について、不当景品類及び不当表示防止法第6条の規定に基づく措置命令を受け、同時に記載内容に問題のあったau 4G LTE（iPhone 5が唯一対応する2.1GHz帯）での下り最大75Mbpsエリアの実人口カバー率が14%であることを明らかにした。なお、下り最大37.5Mbpsでの実人口カバー率は5月末で71%である。

### 通信障害
- 2011年11月2日2時10分から9時44分の間、設備故障が原因で、埼玉県・東京都・岩手県・宮城県・福島県・和歌山県・三重県の各県の一部地域広範囲にわたり、通話・Cメール・Eメールの通信が出来ない通信障害が起こった[73][74]。
- 2012年（平成24年）に入り、1月16日[75]、1月25日[76]、2月9日（約130万人）[77][78]、2月11日（615万人）[79]などに相次いで大規模な通信障害が発生した。この事態を受け、総務省がKDDIに対して行政指導を行った[80]。
- 2013年（平成25年）4月16日から4月19日にかけてauのiPhone、およびiPad向けの各Eメールシステムで通信障害が発生し127万人に影響が出た。これらの原因は同年夏に開始が予定されている新サービスに備えたシステムのバージョンアップ作業で、その作業手順書に記載ミスがあったことが発端だったとKDDIは説明している[81][82][83][84]。また、この障害が原因で「メールが表示されない」または「連絡先が表示されない」という現象が起こったため、auでは再同期を行うことで通常の状態に復帰できる事とその方法を案内した[85][86]。
- 2013年4月27日16時1分から22時18分にかけて設備故障が原因で、東京都・神奈川県・山梨県の一部で、4G LTE対応端末のLTEデータ通信接続が困難な状態が続いた[87][88][89][90]。
- 2013年5月18日3時54分から5時31分にかけて伝送路故障が原因で、沖縄県の一部で、音声通話およびパケットデータ通信困難な状態が続いた[91]。
- 2013年5月29日より5月30日にかけて設備故障が原因で、東京都・神奈川県・山梨県の一部で、4G LTE対応端末のLTEデータ通信接続が困難な状態が続いた。29日の23時13分に一旦復帰はするものの、30日の13時04分より再び接続困難な状態が発生した[92][93]。この影響を受けて、3G回線の負担が増大した[94][95]。6月4日になって、当初の発表よりも発生時刻が50分早かったことと、この障害の影響で音声通話にも障害が発生し発信で約2万8000件、着信で約8万6000件に影響していたことを発表した[96][97][98]。
- 2015年1月8日、全国で2時間にわたり通信障害があった[99]。
  - 同年7月12日夕方頃より10日以上もメールが使えない障害が発生し約800万台に影響が出ている[100][101][102][103][104]。
- 2022年7月2日未明から全国で携帯電話の通話やデータ通信が繋がりにくくなっている。また、auと同じ回線を使用しているUQ mobileやPovo、一部回線を利用している楽天モバイルでも障害が発生している[105]。この影響で、気象庁はアメダスにおいてデータの受信ができないトラブルで全国897の観測点が影響を受ける可能性があるとしている[106]。その後のauの調査で「設備障害により（音声通話に必要な）VoLTE交換機でトラヒックの輻輳が生じているため」だと判明・発表した[107]。

### その他の問題
公式発表前の2009年春モデルのパンフレットが誤って東京圏の一部販売店で配布
2009年1月下旬頃、公式発表前の2009年春モデルのパンフレットが東京圏の一部販売店で配布されていた。KDDI側もそのような事を全く認識していなかったため、同社としては「今後そのような問題点が発生したら店舗に対して指導を徹底したい」としている。
CDMA 1X WINユーザーのEメールで誤計算
2009年3月6日から3月15日の期間、WIN端末ユーザーのEメールのパケット通信料金が正しく表示されない障害が発生していたと発表した。障害の対象となるユーザーは、実際の利用よりも過剰に計算されたユーザーが最大約867万人、実際の利用よりも過小に計算されたユーザーが最大約1236万人で、計2103万人に上っており、障害が発生した期間は3月6日10時から3月15日3時10分までで、同社は障害の原因を、3月6日に実施したEZ WINメール課金システムの機能改善作業時に、ユーザーのパケット通信料金を計算する情報の設定に誤りがあったためとしている。障害発生期間のパケット通信料金は現時点では再計算中。ただし、CDMA 1X端末やau one メール、EZwebのEメール以外の料金計算には影響がない。
A5512CAの電池パックが破裂し焼損する事故の発生
2009年10月15日、消費者庁は生命や身体被害に関する消費者事故を発表。この中で、バッグに入れていた同キャリア向けのカシオ日立モバイルコミュニケーションズ（カシオブランド）製携帯電話A5512CAの電池パックが破裂し、バッグと本機が焼損したことが明らかにされた。同庁では、消費者安全法に基き、同年10月5日から10月11日にかけて関係行政機関などから生命や身体被害に関する消費者事故として報告を受けた案件をまとめ公表した。なお、本機の事故は同年10月2日に青森県において発生しており、本機をバッグに入れていたところ電池パックが破裂し、本機とバッグが焼けてしまったというものであり被害状況は「火災」と報告されている。
回収の中古端末をデータ消去せず他者に提供
数年前（時期は特定されていない）から、同社の福岡県福津市内の販売代理店の当時の店長が、顧客から回収した使用済の携帯電話端末について、修理を依頼した顧客に対して着信履歴などの個人情報を消去しないまま、少なくとも約20台を提供し続けていた。ある男性顧客が、端末内に利用者の個人情報が残っていることに気付き、2011年に同社に連絡したことで判明。店長は「個人情報は残っていないと思っていた」と供述しているが、使用済端末については、顧客の面前で破砕して個人情報を物理的に消すことが定められているにもかかわらず、店長はこれに違反した形となる。総務省はKDDIに対し、事実関係の報告を求めている状況である。
ウィルコム利用者からのメールを破棄
2012年5月25日、ウィルコムのPHSからKDDIの携帯電話に送信された5月3日から5月23日のメール約1300回線をサーバーの不具合で破棄したと発表。
顧客情報の不正流出容疑で販売代理店社員が逮捕される
2012年9月27日、愛知県警が、顧客の氏名・住所など情報を外部へ不正流出（不正競争防止法違反）の容疑でau販売代理店社員を逮捕したと発表した。

## 販売店

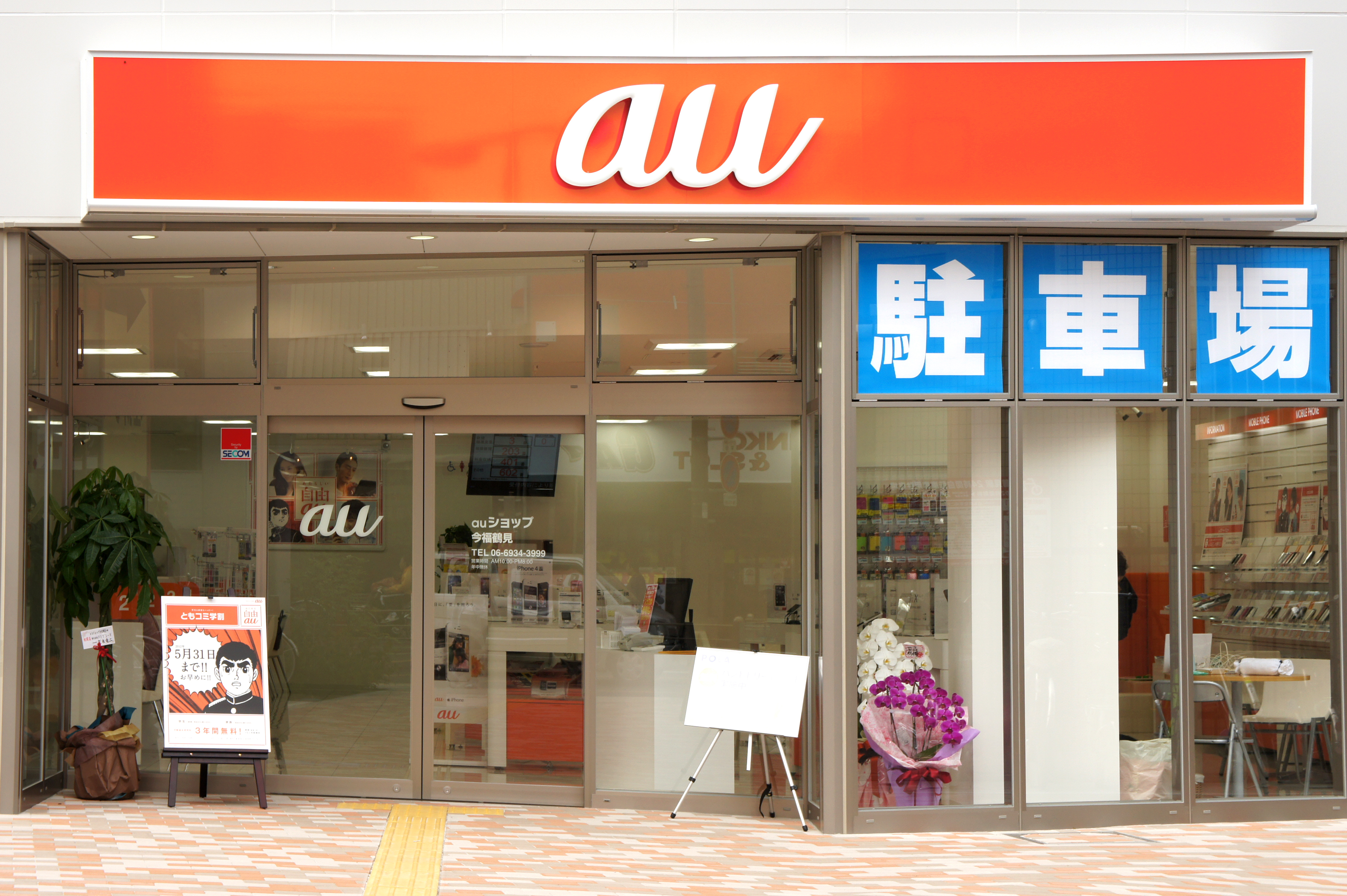
auショップ今福鶴見（大阪市城東区、2012年）

auにおいてはキャリアショップとして以下の5形態が存在する。
auショップ（エーユーショップ）
通常形態のキャリアショップ。全国に約3,000店舗展開している。au携帯電話の販売、故障修理受付、利用料金支払い、付属品販売、解約、契約内容変更などau携帯電話に関するサービスや、KDDIが提供する固定通信サービス（auおうち電話、auひかり、au one net等）の受付、ウェブマネーストアーカードの販売・チャージも行っている。
KDDIおよび沖縄セルラーの直営26店舗（後述のau Style）を除き、KDDIおよび沖縄セルラー電話と直接契約した一次代理店会社（主にティーガイア・TDモバイル・ITX・コネクシオなどの商社系）や、一次代理店と契約した二次代理店会社が各auショップを運営している。小規模な店舗が多く見られていたが、ドコモショップやソフトバンク店に対抗すべく大型店舗の出店も行われている。
auブランド発足以前は「IDOプラザ」（関東中部）、「セルラースポット」（関東中部以外）などの名称で営業展開されていた。ツーカーがKDDIに吸収合併されてからは、ツーカーのauへの契約変更サービスを行うことに伴い「ツーカーショップでありながらau端末を併売する」などの過渡期を経て、ツーカーショップからauショップに転換した店舗もある。
KDDIの直営店は、NTTドコモのドコモスマートフォンラウンジと同じく通信キャリアによるショールームの役割を担っているが、auショップとして各種手続きの受付にも対応している。かつて、東京原宿にKDDI デザイニングスタジオがあったが、2014年11月16日に閉店している。また、2020年9月26日には、au 5G体感施設とKDDI直営店機能を併せ持ったコンセプトショップ「GINZA 456 Created by KDDI」がオープンした。
京都市内の店舗のみ、景観条例により他の地域とは看板の色が反転している。
au Style（エーユースタイル）
2020年11月20日から通信以外のライフデザインサービス（電気・固定通信・カード・保険・銀行）も複合的に提案する店舗コンセプト『au Style』を全国のKDDI直営店 と一部のauショップで順次展開。同日リニューアルオープンする「au 渋谷スクランブルスクエア」がau Style第一号店となった。au StyleではUQモバイルも全店舗で取り扱う。内25店舗がKDDI及び沖縄セルラー直営店舗。
PiPit（ピピット）
トヨタ自動車が一次代理店となり、全国各地のトヨタ販売会社が二次代理店として運営しているショップ。auショップ同等に修理や諸手続の受付に対応しているが、KDDI側では店舗情報について積極的に案内を行っておらず、PiPitを統括するトヨタ自動車も店舗情報を含めたポータルサイトを閉鎖したため、各地域のトヨタ販売会社の公式サイトやチラシなどローカル広告でしか周知されていない。KDDI発足時にDDIポケット（現:ワイモバイル）の販売を開始したことから現在も一部店舗でウィルコムの取扱いを継続している。PiPitではなく、auショップを別途運営するトヨタ販売会社やトヨタグループ会社もある。
auプレイス（エーユープレイス）
auショップよりも取扱サービスが限定された形態のキャリアショップ。2000年代中盤以降はauショップへの転換や閉店等で減少したが、NTTドコモグループのドコモスポット等と同等の店舗であった。主に旧DDIセルラー地域に多く見られた。
auスクエア（エーユースクエア）
auショップ同様、au携帯電話を専門に取り扱うキャリアショップ。家電量販店や大型ショッピングモールなどの一角にau携帯電話の販売を行う代理店会社が出店と運営を行っているのが特徴。au携帯電話サービスの解約と一時休止以外、ほぼauショップと同等の手続きが行えるが、KDDI側では店舗情報について積極的に案内を行っていない。

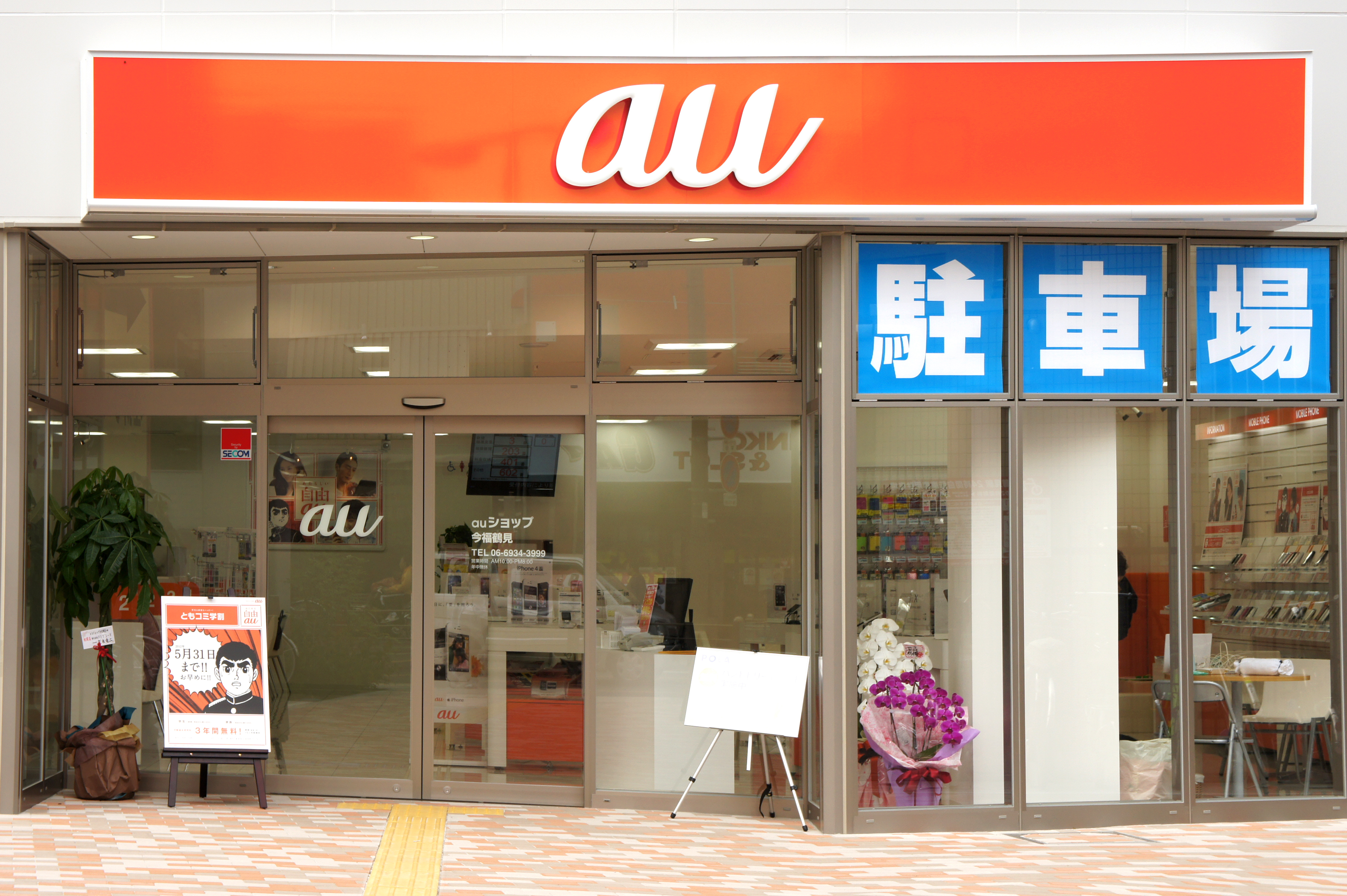
auショップの例（今福鶴見）
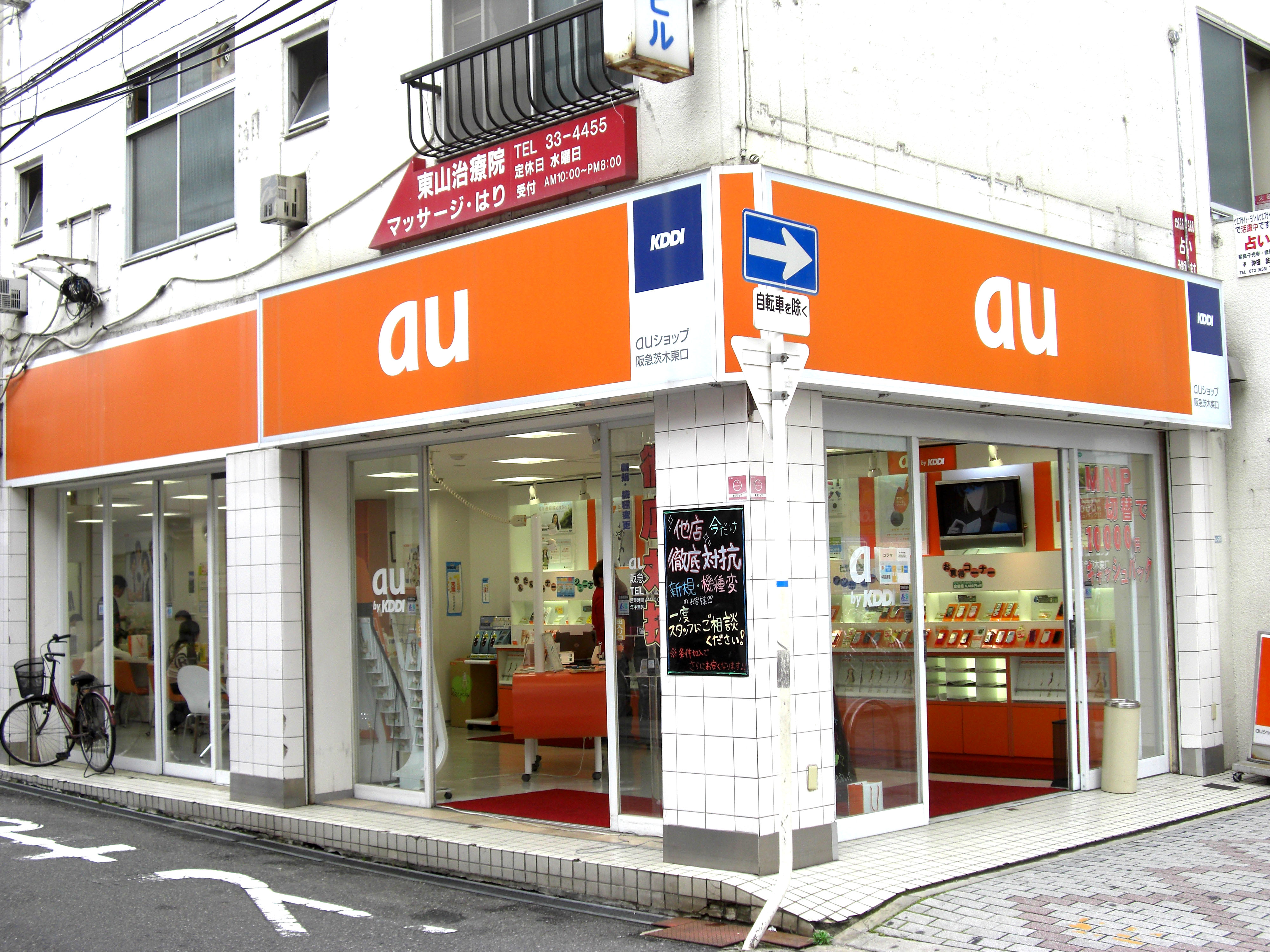
旧CIのショップ（阪急茨木東口）
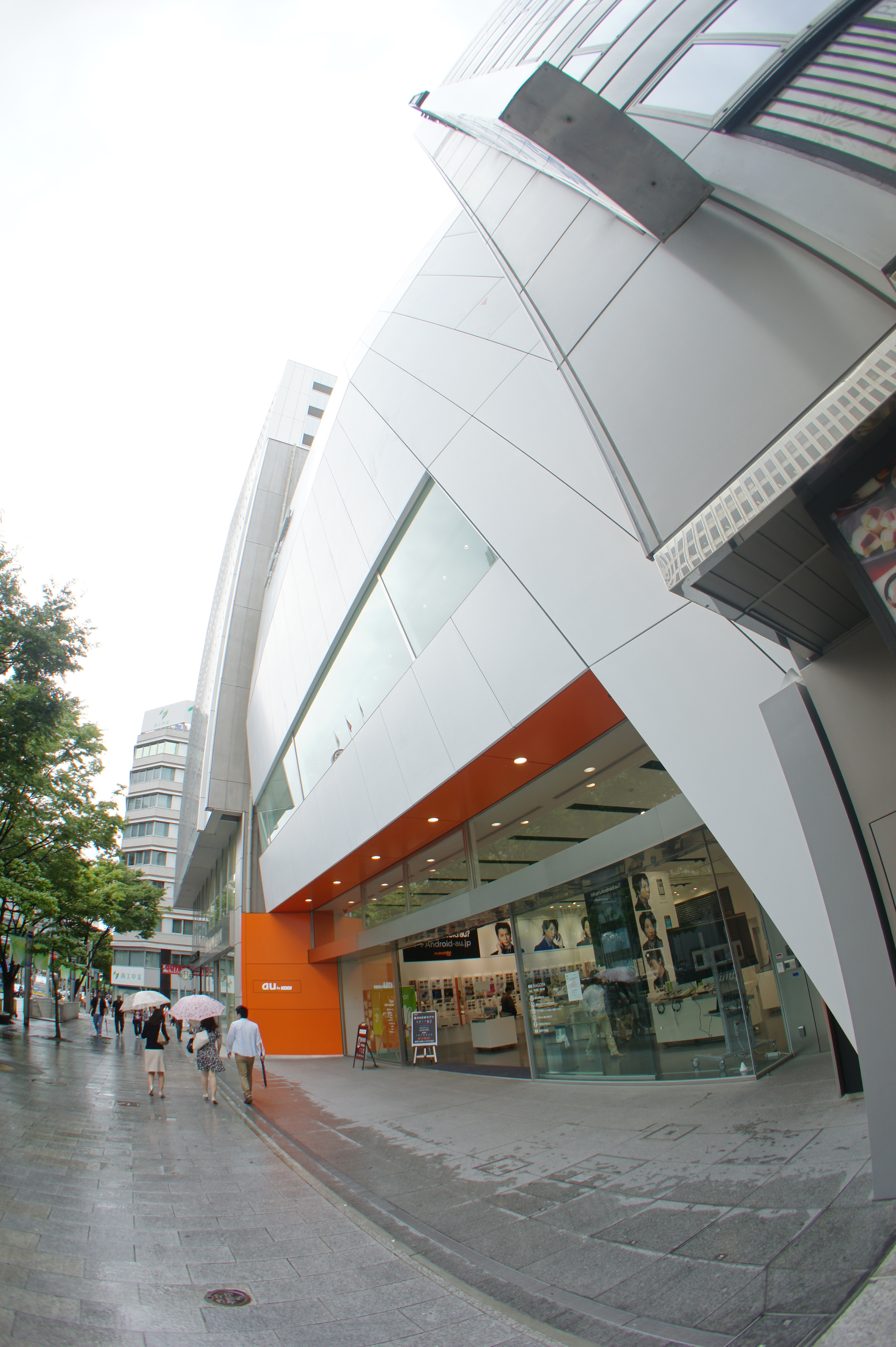
au Style NAGOYA（直営店・写真はau NAGOYA時代）

## 割賦購入時の審査
2010年8月までは通話料金の未払い有無などの加入審査のみ実施していたが、2010年12月の割賦販売法改正により携帯電話端末を分割(12回又は24回)で購入する場合は「個別信用購入あっせん（割賦販売）契約」として、割賦販売契約の審査（契約者の信用情報照会と登録）が加えて行われるようになった。割賦販売契約後の割賦代金の支払が延滞するとその事実が信用情報に登録され、不利益が生じる可能性がある旨を契約書などで重要事項説明として周知している。契約：サポート情報（重要事項説明）
- KDDI・沖縄セルラー電話が加盟する指定個人信用情報機関 - 株式会社シー・アイ・シー

## ブランドスローガン・キャッチコピー

### 現在
- 「ココロ、オドルほうで。」(2023年1月1日 - 現在)
- 「ずっと、もっと、つなぐぞ、au」(2019年8月30日 - 現在)
- 「おもしろいほうの未来へ。」(2019年5月15日 - 現在)[116]

### 過去
- 「access to u (you) 〜あなたに、あう。」（最初期）[5][6]
- 「感動ケータイへ、au」（2004年11月1日 - 2005年12月）
- 「Customer Satisfaction 〜お客様満足主義でいこう!〜」（2006年10月1日 - 2007年9月30日）
- 「チャレンジの先に、新たなバリューを Create it!」（2008年2月1日 - 2012年1月15日）
- 「auハッピー？」（2009年10月19日 - 2011年9月30日）
- 「未来へ行くなら、アンドロイドを待て。Android au」（2010年9月25日 - 2011年9月25日）
- 「未来は、選べる。」（2011年9月26日 - 2012年1月15日）
- 「iPhoneに、もっと『つながり』を。auでiPhoneをはじめよう。」（2011年10月14日 - 2012年9月20日）
- 「WE ARE! auでiPhone」（2012年6月28日 - 2012年9月20日）
- 「超高速を、すべての人へ。au 4G LTE」（2012年10月17日 - 2013年8月31日）
- 「驚きを、常識に。」（2012年12月 - 2013年12月）
- 「ツナガルチカラ あたらしい au 4G LTE」（2013年9月1日 - 2014年1月16日）
- 「つながるなんて、もう、当たり前。あたらしい au 4G LTE」（2014年1月17日 - 2014年5月31日）
- 「モリ娘。はじまる。auの学割」（2014年1月22日 - 2014年6月1日）
- 「あたらしい物語、はじまる。」（2014年6月1日 - 2014年12月31日）
- 「あたらしい英雄、はじまるっ」（2015年1月1日 - 2015年5月31日）
- 「Summer au」(2015年5月11日 - 2015年8月31日)
- 「友と、ともに。」（2015年9月18日 - 2015年12月31日）
- 「みんながみんな英雄。」 (2016年1月1日 - 2016年5月31日)
- 「大きく、変わります。」(2016年6月1日 - 2016年8月31日)
- 「ずっと ずっと ずっと、一緒に。」(2016年9月6日 - 2016年12月31日)
- 「やってみよう。」(2017年1月1日 - 2017年5月31日)
- 「英雄だけの夏。」(2017年6月1日 - 2017年7月3日)
- 「auからビッグニュ―ス!」(2017年7月4日 - 2017年12月31日)
- 「笑おう」(2018年1月1日 - 2018年5月31日)
- 「みんなつくろう」(2018年6月1日 - 2018年9月11日)
- 「家族を話そう。」(2018年9月12日 - 2018年12月31日)
- 「あたらしい自由。」（2012年1月16日 - 2019年5月15日)[116]
- 「一緒にいこう。」(2019年1月1日 - 2019年8月30日)
- 「その人は突然あらわれた。」(2019年5月15日 - 2019年8月30日)
- 「新しい物語がはじまった。」(2019年5月31日 - 2019年8月30日)
- 「みんな、自由だ。」(2020年1月1日 - 2020年12月31日)
- 「みんなってエブリワン！」(2021年1月1日 - 2021年12月31日)
- 「進め！そっちだ！」(2022年1月1日 - 2022年12月31日)

## テレビ番組
- 日経スペシャル ガイアの夜明け ケータイ大競争時代～三つ巴決戦！勝つのはどこだ？～（2006年10月24日、テレビ東京）[117] - ケータイ大競争時代の戦略を取材。